# Херзеле
Херзеле (на нидерландски: Herzele) е селище в Северна Белгия, окръг Алст на провинция Източна Фландрия. Населението му е около 16 700 души (2006).